# Poklad z půdy
Poklad z půdy je česká televizní soutěž vysílaná od roku 2018 do roku 2023 na TV Prima a v roce 2022 také na TV Barrandov, kterou moderuje Jan Rosák. V jednom díle vždy vystoupí pět hostů se svými starožitnostmi.

## Obsah
Reality show, do které se může přihlásit kdokoliv, kdo vlastní nějakou zajímavou starožitnost a rád by ji prodal někomu ze skupiny pěti starožitníků. Nejdříve je však tato starožitnost prohlédnuta a oceněna odborníky v daném oboru.

## Účinkující

### Dražitelé
- Albert Trnka – ředitel aukčního domu European Arts[4]
- Pavel Kuře – zámecký pán z Martinic a majitel známého vetešnictví[4]
- Daniela Žáková – obchodnice se starožitnostmi[4]
- Michal Jankovský – majitel galerie se starožitnostmi[4]
- Pavel Urban – majitel galerie a obchodu se starožitnostmi[4]

### Odborní odhadci
- Jan Neumann – prezident Asociace starožitníků ČR.[5]
- Martin Cinolter – zakladatel Cinolter Antique, obchodu se šperky a drahými kameny.[5]
- Simona Šustková – viceprezidentka Asociace starožitníků ČR (ve výjimečných situacích bývá i dražitelkou).[5]
- Jaroslav Krejča – vášnivý sběratel a obchodník se starou technikou.[5]
- Antonín Popelák